# Jag ska fånga en ängel
Jag ska fånga en ängel är en sång skriven av Ted Gärdestad och Kenneth Gärdestad, och framförd av Ted Gärdestad på albumet Ted 1973, samt släppt på singel 1973. Med text på engelska, som Gonna Make You My Angel, släpptes den 1975 som B-sida till två singlar med Rockin' n' Reelin', där A-sidan på ena singeln var på svenska, på andra på engelska.
1977 spelades den in av Anders Berglund och Anders Berglunds orkester på albumet Obs! instrumentalt . Stein Ingebrigtsen spelade 1978 i en cover på låten på albumet Säkra kort, och 1989 spelade Gunnar Käck in låten och släppte den som singel, med Kom i min fantasi som B-sida.
2005 spelade Popcorn in den.
Låten medverkar också på det tredje avsnittet av 2022 Netflix-serien Clark.
Benjamin Ingrosso gjorde en version av låten i säsong 2:s sista avsnitt av Benjamin’s tillsammans med Harpo och Teds dotter Sara Zacharias. Låten släpptes 3 maj 2022 där Ingrosso och Zacharias sjunger tillsammans. 